# Jerzy Szcześniak
Jerzy Szcześniak (ur. 1958 w Bobowicku) – pułkownik dyplomowany Wojska Polskiego.

## Życiorys
Jerzy Szcześniak urodził się w Bobowicku k. Międzyrzecza. Do wojska wstąpił w 1979 jako podchorąży Wyższej Szkoły Oficerskiej Wojsk Inżynieryjnych we Wrocławiu. Rozpoczął służbę zawodową w 1983  na stanowisku dowódcy plutonu saperów w 23 pułku czołgów. Następnie w 13 pułku zmechanizowanym na stanowisku dowódcy kompanii saperów i szefa saperów w latach 1984–1988. Podczas inspekcji jako dowódca kompanii saperów w 13 pułku zmechanizowanym uzyskał najwyższą oceną wśród pododdziałów inżynieryjnych 5 Dywizji Pancernej. W 1988 został skierowany do Akademii Obrony Narodowej. W 1991 został dowódcą batalionu saperów w 4 Brygadzie Saperów. Następnie w tej samej 4 Brygadzie Saperów objął stanowisko starszego oficera wydziału operacyjno – rozpoznawczego i wreszcie stanowisko szefa tego wydziału w latach 1992–1999. W 12 Dywizji Zmechanizowanej pełnił obowiązki szefa sekcji wojsk inżynieryjnych w latach 1999–2003. Zastępcą dowódcy 2 pułku komunikacyjnego został w 2003. Następnie w 2004 pełnił obowiązki dowódcy XXI i XXII zmiany Polskiego Kontyngentu Wojskowego w Libanie. W podyplomowym Studium Operacyjno-Strategicznym Akademii Obrony Narodowej uczestniczył w latach 2005–2006. W lipcu 2006 został dowódcą 5 pułku inżynieryjnego. W 2008 uczestniczył w X zmianie Polskiego Kontyngentu Wojskowego w Iraku. We wrześniu 2011 przeszedł na emeryturę. Zainteresowania: wędkarstwo, uprawia czynnie sport. 

## Awanse
- podporucznik – 1983
- porucznik – 1986
- kapitan – 1990
- major – 1993
- podpułkownik – 1996
- pułkownik – 2006

## Ordery i odznaczenia
- Gwiazda Iraku
- Złoty Medal „Za zasługi dla obronności kraju”
- Złoty Medal „Siły Zbrojne w Służbie Ojczyzny”
- Srebrny Medal „Za zasługi dla obronności kraju”
- Srebrny Medal „Siły Zbrojne w Służbie Ojczyzny”
- Brązowy Medal „Za zasługi dla obronności kraju”
- Brązowy Medal „Siły Zbrojne w Służbie Ojczyzny”
- Medal Pamiątkowy Wielonarodowej Dywizji Centrum-Południe w Iraku
- Medal ONZ w "Służbie Pokoju" UNIFIL
- medal „Zasłużony Saper”